# Japetus Steenstrup
Pour les articles homonymes, voir Steenstrup.
Johannes Japetus Smith Steenstrup, né le 8 mars 1813 à Vang sur l'ancienne île de Thy et mort le 20 juin 1897 à Copenhague, est un zoologue danois.

## Biographie
Après des études de médecine et d’histoire naturelle, il fait des voyages scientifiques dans le Jutland, en Irlande, en Écosse et en Norvège de 1836 à 1844.
En 1841, il devient maître-assistant en botanique et en minéralogie à l’Académie Soroe. En 1845, il devient professeur de zoologie à l’université de Copenhague puis dirige le Muséum d’histoire naturelle de la ville en 1848.
Il est notamment l’auteur de Sur la propagation et le développement des animaux à travers une série de générations alternantes (1842) et de Recherches sur l’existence des hermaphrodites dans la nature (1846).
Il découvre, indépendamment de Adelbert von Chamisso (1781-1838), l’alternance de générations en hérédité. Il étudie particulièrement les céphalopodes.
L'une des publications du musée de zoologie de l'université de Copenhague porte aujourd'hui son nom Steenstrupia.
L'IPNI lui attribue une abréviation en botanique, sans plus de précision. 

### Orientation bibliographique
- Charles G.M. Paxton et R. Holland (2005). Was Steenstrup right? A new interpretation of the 16th Century sea monk of the Øresund, Steenstrupia, 29 (1) : 39-47.  (ISSN 0375-2909)